# Dance Monkey
Dance Monkey är en låt framförd av den australiska sångerskan Tones and I. Låten släpptes den 10 maj 2019 och är den andra singeln från Tones and I:s första EP, The Kids Are Coming. Låten producerades och mixades av Konstantin Kersting. 
Inför utgivningen sade Tones and I att låten handlar om de förväntningar som finns på musiker.

## Listplaceringar
| Lista (2019–2020)                          | Högsta listplacering |
| ------------------------------------------ | -------------------- |
| Australien (ARIA)                          | 1                    |
| Belgien (Ultratop 50 Flandern)             | 1                    |
| Belgien (Ultratop 40 Vallonien)            | 1                    |
| Bulgarien (PROPHON)                        | 1                    |
| Danmark (Tracklisten)                      | 1                    |
| Euro Digital Songs (Billboard)             | 1                    |
| Finland (Suomen virallinen lista)          | 1                    |
| Frankrike (SNEP)                           | 1                    |
| Grekland (IFPI)                            | 1                    |
| Italien (FIMI)                             | 1                    |
| Kanada (Canadian Hot 100)                  | 1                    |
| Lettland (LAIPA)                           | 1                    |
| Litauen (AGATA)                            | 1                    |
| Mexico Airplay (Billboard)                 | 1                    |
| Nederländerna (Dutch Top 40)               | 1                    |
| Nederländerna (Mega Single Top 100)        | 1                    |
| Norge (VG-lista)                           | 1                    |
| Nya Zeeland (Recorded Music NZ)            | 1                    |
| Polen (Polish Airplay Top 100)             | 1                    |
| Portugal (AFP)                             | 1                    |
| Schweiz (Swiss Music Charts)               | 1                    |
| Skottland (Official Charts Company)        | 1                    |
| Sverige (Sverigetopplistan)                | 1                    |
| Tyskland (GfK Entertainment charts)        | 1                    |
| UK Singles Chart (Official Charts Company) | 1                    |
| USA (Billboard Hot 100)                    | 7                    |
| Ungern (Rádiós Top 40)                     | 1                    |
| Ungern (Single Top 40)                     | 1                    |
| Ungern (Stream Top 40)                     | 1                    |
| Österrike (Ö3 Austria Top 40)              | 1                    |